# Moschellandsberg bei Obermoschel
Moschellandsberg bei Obermoschel este o arie protejată (arie specială de conservare — SAC, sit de importanță comunitară — SCI) din Germania întinsă pe o suprafață de 76 ha, integral pe uscat.

## Localizare
Centrul sitului Moschellandsberg bei Obermoschel este situat la coordonatele 49°43′21″N 7°46′58″E / 49.7225°N 7.7828°E.

## Înființare
Situl Moschellandsberg bei Obermoschel a fost declarat sit de importanță comunitară în mai 2004 pentru a proteja 4 specii de animale. Situl a fost protejat și ca arie specială de conservare în octombrie 2005.

## Biodiversitate
Situată în ecoregiunea continentală, aria protejată conține 2 habitate naturale: Fânețe de joasă altitudine (Alopecurus pratensis, Sanguisorba officinalis), Păduri de stejar și carpen Galio-Carpinetum.
La baza desemnării sitului se află mai multe specii protejate de  mamifere (4): liliac cu urechi mari (Myotis bechsteinii), liliac de iaz (Myotis dasycneme), liliac comun (Myotis myotis), liliacul mare cu potcoavă (Rhinolophus ferrumequinum).